# Площадь Веры Холодной
Площадь Веры Холодной — площадь в историческом центре Одессы, у пересечения улиц Преображенской, Бунина, Спиридоновской.

## История
Впервые появляется на карте города в 1817 году под названием Полицейская площадь. Названа так по полицейскому участку, что находился на углу с Преображенской улицей.
В советские времена, с 1920 года, носила имя немецкой революционерки Розы Люксембург (1871—1919).
Современное название площади (с февраля 1996) связано с тем, что в выходящем на неё доме Папудовой в 1918—1919 годах жила актриса немого кино Вера Холодная, которая умерла здесь же 16 февраля 1919 года.

## Достопримечательности
Памятник главным героям повести «Белеет парус одинокий» — мальчикам Пете и Гаврику (1988, скульптор Николай Степанов).

Памятник Пете и Гаврику